# Пырьев, Иван Александрович
Ива́н Алекса́ндрович Пы́рьев (4 (17) ноября 1901, с. Камень, Барнаульский уезд, Томская губерния, Российская империя — 7 февраля 1968, Москва, СССР) — советский кинорежиссёр, сценарист, актёр, педагог, общественный деятель; народный артист СССР (1948), лауреат шести Сталинских премий (1941, 1942, 1943, 1946, 1948, 1951). Кавалер трёх орденов Ленина (1937, 1938, 1948).

## Биография

### Ранние годы
Родился 4 (17) ноября 1901 года в селе Камень Барнаульского уезда Томской губернии (ныне город Камень-на-Оби, Алтайский край) в крестьянской семье. В 1904 году отец был убит в драке, мать отправилась в город на заработки, и Иван воспитывался в большой семье деда-старообрядца Осипа Комогорова. С восьми лет помогал по хозяйству, был пастухом, учился в церковно-приходской школе.
В 11 лет переехал в Мариинск к матери, но после ссоры с отчимом ушёл из дома. Скитался, подрабатывал поварёнком, помощником в колбасной лавке, торговцем папиросами в поездах, продавал газеты.
В конце 1915 года сел в один из воинских эшелонов и поехал на фронт. Воевал, был дважды ранен, награждён Георгиевскими крестами 3-й и 4-й степеней. В мае 1918 года заболел тифом. После выздоровления записался в ряды Красной армии. Служил рядовым красноармейцем, затем — политруком, в 1920 году был направлен в Екатеринбург агитатором в политотдел 4-й железнодорожной бригады.

### Актёр
Параллельно учился в театральной студии Губпрофсовета, где встретился и подружился с Григорием Александровым. Стал одним из организаторов Уральского Пролеткульта.
В Екатеринбурге три месяца играл небольшие роли в профессиональной драматической труппе под псевдонимом Алтайский. В конце лета 1921 года в город приехала на гастроли Третья студия МХАТ. Пырьев с Александровым были настолько поражены их искусством, что вскоре отправились в Москву.
С 1921 года Пырьев служил актёром 1-го Рабочего театра Пролеткульта, где его учителями были Михаил Чехов и Сергей Эйзенштейн, но из-за разногласий по поводу постановки «На всякого мудреца довольно простоты» он покинул театр и некоторое время самостоятельно ставил спектакли в клубах, пока его не пригласил к себе Всеволод Мейерхольд.
В 1923 году окончил актёрское отделение Государственной экспериментальной театральной мастерской (ГЭКТЕМАС) Мейерхольда, учился там же на режиссёрском отделении, освоив азбуку театральной условности. До 1925 года играл в Театре Мейерхольда, где, в частности, исполнил роль Алексиса Буланова в пьесе «Лес», затем покинул и его.

### Режиссёр
В 1925 году начал свою деятельность в кинематографе. Работал ассистентом и помощником режиссёров Юрия Тарича (представителя «реалистического», повествовательного кино) и Евгения Иванова-Баркова на кинофабриках «Госкино», «Пролеткино» и «Союзкино».

Уже начали готовиться к пробам, шить костюмы, делать парики, заготовлять реквизит, как вдруг в «Правде» появилась редакционная статья «Сумбур вместо музыки»… На меня эта статья произвела большое впечатление, я понял её, быть может, даже шире её действительного значения. Она для меня прозвучала, как призыв отдать свои силы правдивому художественному отражению нашей современности. Мне шёл тогда тридцать третий год. В этом возрасте, если человек не обременён семьёй, решения принимаются быстро. И я отказался от постановки «Мёртвых душ».
В 1936 году снял фильм «Партийный билет» на актуальную тогда тему бдительности. Руководство «Мосфильма» подвергло его критике, после чего Пырьев был вынужден перейти на Киевскую киностудию. Там он присмотрел для себя сценарий начинающего Евгения Помещикова и в 1937 году поставил по нему первую из своих деревенских кинокомедий — «Богатую невесту», бесконфликтность которой была запрограммирована лозунгом «Жить стало лучше, жить стало веселее». В этом фильме Пырьев нашёл свой собственный жанр подлинно массового зрелища.
Его музыкальные кинокартины «Богатая невеста» (1937), «Трактористы» (1939), «Свинарка и пастух» (1941), «В 6 часов вечера после войны» (1944), «Сказание о земле Сибирской» (1947), «Кубанские казаки» (1949) снискали всенародную популярность, принесли ему почётные звания, премии и награды, но также и репутацию «лакировщика» действительности и оплота дурного вкуса. Во всех этих фильмах главные роли исполнила его жена, актриса Марина Ладынина
5 апреля 1941 года утверждён членом художественного совета киностудии «Мосфильм». 14 октября 1941 года вместе с киностудией выехал в эвакуацию в Алма-Ату. 16 ноября 1941 года утверждён членом художественного совета образованной там Центральной объединённой киностудии (ЦОКС). В 1942 году снял фильм «Секретарь райкома», который первоначально должен был ставить Ефим Дзиган, отстранённый за нарушение производственного графика. В сентябре 1944 года назначен заместителем председателя Художественного совета при Комитете по делам кинематографии при Совнаркоме СССР. В последние месяцы Великой Отечественной войны выезжал на 2-й Украинский фронт для подготовки и организации документально-хроникальных съёмок завершающих наступательных операций Красной армии.
В 1950—1960 годах отошёл от жанра кинокомедии, экранизировав произведения Фёдора Достоевского «Идиот» (1958), «Белые ночи» (1959), «Братья Карамазовы» (1968). По результатам опроса читателей журнала «Советский экран» его экранизации «Идиота» и «Братьев Карамазовых» были признаны лучшими фильмами года. Последний фильм был завершён после его смерти исполнителями главных ролей Кириллом Лавровым и Михаилом Ульяновым.

### Общественная деятельность
В 1944 году Пырьев возглавил Московский Дом кино, при котором были созданы творческие секции по всем главным кинематографическим профессиям. Под вывеской ведомственного заведения возникла инициативная, самостоятельная общественная организация, контроль над которой переходил в руки самих кинематографистов. Возникла возможность создания на базе Дома кино настоящего творческого союза, о чём уже давно мечтали кинематографисты. В январе 1945 года Пырьев попытался также учредить наряду с государственными премиями общественную премию кинематографистов. Но дальше просмотра фильмов производства 1944 года, их обсуждения и голосования дело не пошло. Инициатива Пырьева была признана глубоко ошибочной.
После войны Пырьев был также назначен главным редактором журнала «Искусство кино», который не выходил с июля 1941 по октябрь 1945 года. Его стараниями журнал быстро возродился. После постановления ЦК ВКП(б) о кинофильме «Большая жизнь» (вторая серия) от 4 сентября 1946 года был снят с редакторской должности за фотографии «негодных» фильмов на обложках журнала. Одновременно его отстранили от руководства Домом кино.
В 1954—1957 годах был директором киностудии «Мосфильм». Начал масштабную перестройку кинопроизводства студии — расширил территорию Мосфильма в два раза и в короткие сроки сумел «многократно увеличить её производственные мощности, решить проблему звука, произвести полное техническое переоснащение всей производственной цепочки, в том числе подготовить студию к полному переходу на производство цветных фильмов».
В 1956 году выступил инициатором создания Высших режиссёрских курсов при «Мосфильме», которыми руководил с 1957 по 1965 год. С 1959 года руководил Вторым творческим объединением «Мосфильма» (с 1966 года — Творческое объединение «Луч»).
Активно опекал начинающих талантливых режиссёров; вызвал на «Мосфильм» Григория Чухрая, Александра Алова и Владимира Наумова с Киевской киностудии художественных фильмов. Он практически силой заставил документалиста Эльдара Рязанова взяться за постановку музыкальной комедии «Карнавальная ночь», которая положила начало его карьере. По совету и протекции Пырьева Леонид Гайдай снял историко-революционную драму «Трижды воскресший», что помогло ему вернуться в кино после «опальной» комедии «Жених с того света», а затем громко заявить о себе в киноальманахе «Совершенно серьёзно» (1961), также созданном под руководством Пырьева.
После долгих попыток сумел добиться организации творческого союза кинематографистов и вместе с Александром Згуриди, который был профессиональным юристом, обосновал его экономическую независимость от государства. 3 июня 1957 года секретариат ЦК КПСС принял соответствующее решение. Новую организацию назвали Союзом работников кинематографии СССР (СРК). На учредительном пленуме Пырьев был избран председателем Оргкомитета. Под его руководством СРК повел себя слишком свободно и инициативно. В августе 1960 года по рекомендации ЦК КПСС Пырьев был снят с должности. Вместе с ним из состава президиума Оргкомитета были выведены и большинство его соратников.
Депутат Верховного Совета СССР 3-го созыва, член КПСС с 1956 года.

### Скандалы
Пырьев вошёл в историю кино как талантливый постановщик жанровых фильмов и обладатель взрывного темперамента. На киностудии «Мосфильм» ходили анекдоты и легенды о его неистовом и сумасбродном характере.
3 октября 1964 года в газете «Известия» появилась статья «Звёзды близкие и далекие, или Как зарвался знаменитый кинорежиссёр», в которой рассказывалось, что на съёмках фильма «Свет далёкой звезды» Пырьев публично сыпал «такой площадной бранью, что ломовые извозчики нижегородской ярмарки, окажись они здесь, наверняка бы умерли от зависти». Далее в статье подробно говорилось об аморальности режиссёра в личной жизни и особенно подчеркивалось, что «коммунист И. Пырьев не участвует в жизни своей партийной организации, пренебрежительно относится к товарищам, не посещает собрания, забывает платить членские взносы, а взносы в профсоюз не платил уже тринадцать лет». Покаянные письма Пырьева в ответ на критику были опубликованы в «Горьковской правде» 7 октября и в «Известиях» 29 октября 1964 года.
16 января 1964 года Комитет партгосконтроля объявил Пырьеву выговор как председателю президиума оргкомитета Союза работников кинематографии за превышение сметной стоимости выставки «Советское киноискусство» на 35 тысяч рублей и допущение неоправданных затрат.
Режиссёр Георгий Натансон писал: «О Пырьеве шли слухи, что он хулиган, матерщинник и даже антисемит. Но в реальности это не подтвердилось. Его друзьями были Михаил Ромм, Сергей Юткевич, Александр Столпер, Леонид Луков…».

### Смерть

Памятник на Новодевичьем кладбище Москвы

Иван Пырьев умер 7 февраля 1968 года на 67-м году жизни во сне, вернувшись со съёмок «Братьев Карамазовых». Медицинское освидетельствование установило шесть инфарктов, перенесённых «на ногах» во время работы. Похоронен в Москве на Новодевичьем кладбище (7 участок).
На VI Московском международном кинофестивале (1969) Пырьеву посмертно присудили специальный приз жюри за выдающийся вклад в киноискусство.

## Личная жизнь
- Первая жена — Ада Войцик (1905—1982), актриса, заслуженная артистка РСФСР (1935).
  - Сын — Эрик Иванович Пырьев (1931—1970).
- Вторая жена — Марина Ладынина (1908—2003), актриса; народная артистка СССР (1950), лауреат пяти Сталинских премий (1941, 1942, 1946, 1948, 1951).
  - Сын — Андрей Ладынин (1938—2011), кинорежиссёр, сценарист, актёр.
- Третья жена — Лионелла Скирда (род. 1938), актриса, заслуженная артистка РСФСР (1991).

## Фильмография

### Режиссёр
1. 1929 — Посторонняя женщина (не сохранился)
2. 1930 — Государственный чиновник
3. 1931 — Понятая ошибка (отстранён от работы)
4. 1933 — Конвейер смерти
5. 1936 — Партийный билет
6. 1937 — Богатая невеста
7. 1939 — Трактористы
8. 1940 — Любимая девушка
9. 1941 — Свинарка и пастух
10. 1942 — Секретарь райкома
11. 1944 — В 6 часов вечера после войны
12. 1947 — Сказание о земле Сибирской
13. 1949 — Кубанские казаки
14. 1951 — Мы за мир (документальный, совм. с Й. Ивенсом)
15. 1951 — Песня молодости (документальный, совм. с Д. Васильевым)
16. 1954 — Испытание верности
17. 1958 — Идиот
18. 1959 — Белые ночи
19. 1961 — Наш общий друг
20. 1964 — Свет далёкой звезды
21. 1968 — Братья Карамазовы (завершён К. Лавровым и М. Ульяновым)

### Сценарист
- 1928 — Оторванные рукава (совм. с Б. Юрцевым)
- 1928 — Переполох (совм. с А. Аравским)
- 1928 — Третья молодость (совм. с А. Аравским)
- 1930 — Будьте такими (совм. с Л. Соловьёвым)
- 1931 — Понятая ошибка (совм. с П. Ильиным)
- 1931 — Токарь Алексеев
- 1933 — Конвейер смерти (совм. с В. Гусевым и М. Роммом)
- 1951 — Мы за мир (документальный, совм. с А. Фроловым)
- 1954 — Испытание верности (совм. с П. Туром и Л. Туром)
- 1958 — Идиот
- 1959 — Белые ночи
- 1962 — Наш общий друг (совм. с В. Логиновым)
- 1964 — Свет далёкой звезды
- 1968 — Братья Карамазовы

### Актёр
- 1923 — Дневник Глумова (короткометражный) — клоун-фашист

### Художественный руководитель
- 1961 — Совершенно серьёзно (киноальманах)

## Награды и звания
Государственные награды:

Бюст Пырьева в Камне-на-Оби

- Заслуженный деятель искусств РСФСР (1942)
- Народный артист СССР (1948)
- Сталинская премия первой степени (1941) — за фильм «Трактористы» (1939)
- Сталинская премия второй степени (1942) — за фильм «Свинарка и пастух» (1941)[20]
- Сталинская премия второй степени (1943) — за фильм «Секретарь райкома» (1942)[21]
- Сталинская премия второй степени (1946) — за фильм «В шесть часов вечера после войны» (1944)
- Сталинская премия первой степени (1948) — за фильм «Сказание о земле Сибирской»[22]
- Сталинская премия второй степени (1951) — за фильм «Кубанские казаки» (1949)
- Георгиевский крест 3-й степени
- Георгиевский крест 4-й степени
- Три ордена Ленина (23.03.1938, 1948, 04.11.1967)
- Четыре ордена Трудового Красного Знамени (1944, 1950, 1951, 1961)[23]
- Медаль «За доблестный труд в Великой Отечественной войне 1941—1945 гг.»
- Медаль «В память 800-летия Москвы»
- Орден Белого льва II степени (10 ноября 1950, ЧССР)[24]

Другие награды, премии, поощрения и общественное признание:
- Международная премия мира (1952) — за документальный фильм «Мы за мир» (1951)
- МКФ в Марианске-Лазне (Премия Труда и Премия за лучший цветной фильм, фильм «Сказание о земле Сибирской», 1948)
- МКФ трудящихся в ЧССР (Главная премия, фильм «Сказание о земле Сибирской», 1948)
- МКФ в Карловых Варах (Премия Труда, фильм «Кубанские казаки», 1950)
- ВКФ в Киеве (Вторая премия, фильм «Идиот», 1959)
- МКФ в Лондоне (Диплом, фильм «Белые ночи», 1959)
- МКФ в Эдинбурге (Диплом, фильм «Белые ночи», 1959)
- МКФ в Эдинбурге (Диплом, фильм «Идиот», 1959)
- МКФ в Москве (Специальный приз (посмертно), за выдающиеся заслуги в развитии киноискусства, 1969)[25]

## Память
- Именем режиссёра названа одна из улиц на западе Москвы.
- На доме в Москве, где в последние годы жизни жил и работал режиссёр (Смоленская улица, дом 10), установлена мемориальная доска[26].
- Один из переулков в Камне-на-Оби носит его имя.
- Кинотеатр «Звезда» в Камне-на-Оби носит имя И. Пырьева; также на здании — мемориальная доска в честь режиссёра[27].
- На набережной Камня-на-Оби установлен бюст режиссёра.
- В телесериале 2015 года «Людмила Гурченко» роль режиссёра исполнил актёр В. Мищенко.

Творчеству и памяти режиссёра посвящены документальные фильмы и телепередачи:
- 1978 — Иван Пырьев (документальный)
- 2006 — Иван Пырьев (из цикла передач телеканала ДТВ «Как уходили кумиры») (документальный)
- 2006 — Три с половиной жизни Ивана Пырьева (документальный)
- 2007 — 50-е: Иван Пырьев. Иван-строитель (из документального цикла «История киноначальников, или Строители и перестройщики»)
- 2018 — Список Пырьева. От любви до ненависти (ТВ Центр)[28]
- 2021 — Иван Пырьев. Последний день («Звезда»)[29]